# 京阪60型電車
京阪60型電車（けいはん60がたでんしゃ）は、1934年（昭和9年）に京阪電気鉄道が製造した電車の一形式である。
日本で初めて連接構造を採用し、また1930年代の世界的なブームに乗っていち早く流線形車体を用いたことで、日本の鉄道史に足跡を残した車両である。使用された列車名にちなみ、「びわこ号」の愛称を持ち、車体側面には愛称銘板が取り付けられている。

## 製造経緯
現在の京阪京津線・石山坂本線は、前者が京津電気軌道、後者が大津電車軌道および琵琶湖鉄道汽船が建設したものを、京阪が大正時代から昭和時代初期にかけて買収して成立したものである。
琵琶湖鉄道汽船の下で高速電気鉄道として建設された石山坂本線の三井寺 - 坂本を除くと、両線は完全な路面電車規格であり、建築限界は明治期の開業以来変更されておらず、小車体断面のままであった。また、京津線蹴上 - 九条山間には国鉄最急勾配の信越本線碓氷峠に匹敵する66.7 ‰の急勾配が存在するなど、直流600 V電化、1,435 mm標準軌という基本規格こそ共通していたものの、既に本格的な高速電気鉄道への脱皮を遂げた京阪本線とは、全く異質な路線群であった。
1925年（大正14年）2月1日の京阪・京津合併以降、「琵琶湖連絡」と称し実施した連絡運輸を発展させ、京阪本線 - 京津線間を直通する列車の運行を目的に計画・製造されたのが60型電車である。

### 直通運行実施の背景
京阪本線の五条以北は、京都市が市電建設を企図して特許を取得した区間を20年契約で、それも琵琶湖連絡を目的として京津電軌との連絡を円滑に行うことを条件に借り受けて開業したという経緯があった。1920年代初頭に京津側から持ちかけられた合併要望の受け入れは、京阪にとっても三条を京都側ターミナルとして維持し続ける重要な補強材料となるはずであった。
ところが、ここに鉄道事業も兼営している有力な電力会社の京都電灯が、自社のサービスエリアに隣接する京津の電力事業の獲得を画策した。また当時、京都電灯は傘下の叡山線（現・叡山電鉄）について出町柳 - 三条大橋延長線を計画しており、その点から京津電気軌道では京都電灯との合併に社論が傾きかけた。
この結果、京阪・京津両社の合併成立に当たっては、京阪と京都電灯との間で京津の争奪戦が生じたが、最終的には電力事業を京都電灯が、軌道事業を京阪がそれぞれ分割継承することで決着が付けられた。「琵琶湖連絡」・「阪津間直通」というキーワードは、このときの京阪の軌道事業取得に際しても、京都府知事や鉄道省への説得材料として使われた。このため、京津との合併が成立した1925年（大正14年）以降、京阪・京津線の直通運転は京阪にとっての重要な責務という意味合いを持つに至った。
京阪と京都市の間の三条－五条間借り入れ契約は1935年（昭和10年）に失効するため、京阪はそれまでに契約を更新する必要があった。ところがこの際、京都市会の一部議員から「京阪電鉄は京阪間連絡に限定すれば必ずしも三条にターミナルを置く必要性はない」・「五条以北は京都市電に置き換えて市内交通の一元運営を図るべきである」という趣旨で、契約更新に反対する意見が主張されるようになった。
このような事情もあって、京阪線の路線維持の観点からも、大阪から京阪本線と京津線を直通運転する琵琶湖連絡列車の運行は急務となった。

## 車両概要
1934年に、日本車輌製造本店工場（名古屋市熱田）で61 - 63の3編成が製造された。2車体3台車の固定編成で、日本で初めて連接構造を採用した。急曲線の通過と輸送力確保の両立を図ったものである。2車体固定編成で番号は編成単位で与えられており、車体毎の番号区分は特に存在しなかった。

### 開発経緯
1926年8月27日の申請当初から連接構造で、高床・低床ホーム用扉が設置されていた。車体は1927年6月30日に修正され、側面は1D（片開）6D（両開）3の割付になった。片開扉が高床ホーム用、両開扉が低床ホーム用で、後者には開閉式昇降段が設置されており、車体全体は第2次大戦後に改装されたのちの30型に似ていた。
本車両の当局との申請交渉は1928年にほぼ終了し、これを機に当時の車両課長であった佐藤一男は1929年1月から1930年2月にかけて欧米に出張している。佐藤の経路はイタリア、イギリス、オランダ、フランス、ドイツ、スイス、アメリカの順で、ドイツには2ヶ月間滞在し、アメリカではニューヨーク、シカゴ、ロサンゼルス、サンフランシスコなどを訪れている。
当局からの指摘には施設改良も含まれ、その完成の見通しが立った1931年2月14日にようやく認可された。その後、京津線で50型が就役した翌年の1933年9月12日に現在の流線形車体に変更申請され、わずか2週間後の同月27日に認可された。日本車輌製造本店は、1931年に日本の気動車発達史において重要なマイルストーンになり、軽量構造大型車体を備える18m級120人乗りの江若鉄道C4形を完成させており、本車両の車体変更に影響をおよぼした可能性が考えられる。本車両の自重が26t強にまで削減されたことは特筆に値する。

### 車体
前述の通り、日本車輌製造本店による、気動車用車体の構造を取り入れた軽量構造半鋼製車体を備える。
車体前面は、当時欧米で流行しつつあった流線型を取り入れたスタイルに改められたが、これは1935年竣工の国鉄52系電車に先駆けた日本の電車でも最初の例で、日本車輌技術陣による意欲的な試みであった。前面に緩い曲線を与えつつ僅かに後傾させ、屋根布は前面窓直上まで車体全幅に渡って垂下させた。ヘッドライトは通常品の上部にポール降下時の破損を防ぐガードがついたものを屋根前面中央部を切り欠いて半埋め込みとする、独特の形態になっており、流線型を採用した車両にありがちな実用性の欠如とは無縁の、独創的かつ合理的なデザインであった。
2車体共に片隅式運転台を備えており、乗務員扉は設けられていない。このため、窓配置はいずれの車体も運転台寄りから(1)D3D(1)3（D：客用扉、(1)：戸袋窓）とされ、運転台の向きを揃えた場合の前後2車体の車内レイアウトは同一である。車体幅が京津線の車両限界にかかる制約から2,200mmに抑えられたため、座席はクロスシートの採用が断念され、奥行405mmのロングシートとされている。
また、通常の幌では逢坂山付近の急曲線区間に対応できなかったため、中間台車と回転軸を同じくする円筒状の特殊な構造の金属製貫通路を装備しており、ここも前例のないデザインとなっている。
なお、本形式で採用された流線型の前頭形状は、その実用性の高さと形状の斬新さからメーカーである日本車輌製造の代表作の一つとなり、以後数年間、浜大津で京津線と連絡する江若鉄道に導入されたC9形をはじめとして、同社が各地の地方鉄道に供給した気動車にアレンジされた形で多用された。
また日車と同仕様で江若向け気動車を製作した川崎車両（現・川崎重工業）にも影響を与え、西大寺鉄道キハ7にその意匠が流用されるなど、このデザイン様式は燃料統制に伴う事実上の気動車増備禁止期まで類例が多数見られた。それ故、屋根布を前面で垂下させるデザイン処理を用いたこのスタイルについては、始祖となった本形式の愛称から「びわこ形」という呼び方がベテランの鉄道ファンの間で通用するほどである。

### 主要機器
非常に特徴的であった車体デザインとは対照的に、本形式の走行機器は至ってオーソドックスな設計となっており、京阪線の在来車と同様の機器が採用されている。
もっとも、軽量車体に比しても非常な重装備となり、平軸受の台車3台を備える連接車ということで走行抵抗も大きかったため、500型以降の京阪本線主力車群に互して本線で特急運転を行うには出力不足であった。

#### 主電動機
主電動機は東洋電機製造TDK-517-SA1を両端の台車に2基ずつ吊り掛け式で装架する。歯数比は66:23=2.87である。
なお電気制動を常用していたために制動時でも吊り掛け駆動音が発生していた。

#### 制御器
制御器は東洋電機製造ES-517-SB電動カム軸制御器を搭載する。これも京阪線で初代1500型（後の500型）以来標準的に採用されていたES-517系のバリエーションモデルである。
ただし、高速鉄道路線と急勾配の軌道線それぞれで求められる異なった走行特性の両立を目的として、様々な改良が実施されており、京阪線で優等列車としての高速運転を実現するため、京阪では子会社である新京阪鉄道のP-6形で初採用された弱め界磁が追加されている。
また京津線内での連続急勾配における発電ブレーキ常用対策として、大容量の抵抗器が限られた艤装スペースに可能な限り搭載されている。

#### 台車
台車は日本車輌製造製の帯鋼リベット組立イコライザー台車であるD-12 (両端) ・D-13 (連接) を装着する。これも設計当時の京阪線1580型（後の初代700型）で採用された日本車輌製造NS84-35と同系の設計であるが、併用軌道で運転されることから端梁部分に排障器の装着が必要となり、このためこの部分の構造が相違する。

#### 集電装置
集電装置についても、京阪本線と京津線の架線構造の違いから2種併設で、特異な外観を呈した。京阪本線用としては、既に同線がパンタグラフ化（1932年）されていたため東洋電機製の菱形パンタグラフを搭載、また軌道線の京津線・石山坂本線は埋設水道管等の腐食防止を目的として当時の軌道線にしばしば見受けられた複線式架線であったことから、これに対応したダブルポールを各車体の屋上運転台寄りに搭載した。このため前面窓下には2個のレトリーバーが装備されている。

#### 連結器
連結器は並形自動連結器が装備され、牽引回送用にブレーキ用エアホースが用意されていたが、他車との併結による総括制御運転を考慮せず、ジャンパ栓は設置されていない。

## 運用の推移

### 「びわこ号」

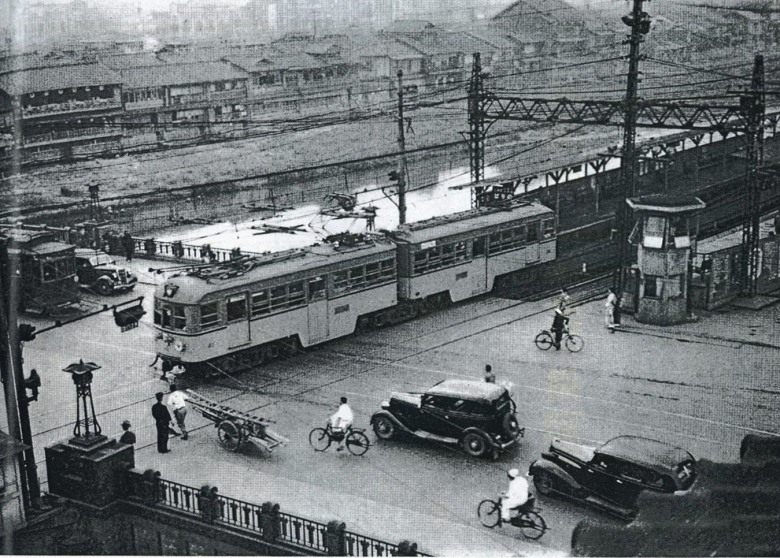
四条通を横切り四条駅に入る61
(1934-1938年)

1934年（昭和9年）4月2日から、予定通り60型を使用して（大阪）天満橋－三条－三条大橋－浜大津間で特急「びわこ号」の運転が開始された。天満橋駅を午前7時30分、同7時59分、同8時35分発の3本が浜大津に向けて出発、浜大津の琵琶湖湖畔で遊覧船に乗り継ぎ、夕刻に大阪に引き返してくる観光ルートが組まれていた。
途中停車駅は、三条駅及び転線や集電装置の切り替え等の必要から停車が不可避である三条大橋（京津線）の2駅のみで、のちには三条大橋のみ停車に変更となった。事実上のノンストップ運転で、純然たる大阪－浜大津直結列車として運行され、定期列車3往復が設定された。もっとも3往復運転は60型全車の稼動が必要であり、繁忙期を避けた定期検査の際には1往復が代走となり、三条での乗り換えを要した。冬は太湖汽船のスキー船に連絡する「スキー列車」として、またそれ以外のシーズンは同じく太湖汽船の竹生島航路に連絡する観光列車として運転された。しかし太平洋戦争開戦で、この種の観光列車は不要不急の存在とされて廃止された。
1944年には戦時体制下の資材・人員不足で故障した機器修繕に困難を来たし、61・62が長期休車する事態に追い込まれた。60形は、所属車庫が京阪本線の守口車庫であったことから、残された稼動編成である63が、終戦頃まで主に京阪本線天満橋－守口間の区間運転を中心に運用されていた。
年表
- 1934年（昭和9年）3月26日 - 公式試運転。
- 1934年（昭和9年）4月2日 - 天満橋－浜大津間での営業運転開始。
- 1940年（昭和15年）9月頃 - 戦時体制移行で直通運転中止。
- 1945年（昭和20年）1月25日 - 近江神宮で執り行われた『大化改新千三百年祭』に伴い、天満橋－近江神宮間に当時唯一の稼動車として残されていた63による臨時特急を運転。

### 戦後の推移
戦後になると京阪本線では乗客増に伴って編成両数延伸が図られ、60型のサイズでは収容力不足となった。それでも京津・石山坂本線用としては収容力が一般車より大きくなおかつスピードも出たことから、60型は1946年の63以降、1948年までに全編成が順次京津線四宮車庫へ転出した。この間に京津線の架線がシングル化され、2対あったポールのうち1対を取り外しているほか、その後は前面中央窓上部の通風器の撤去、前面左側窓の1段化、前面左側車掌台上に標識灯を追加、ヘッドライトのガードの撤去、塗色変更といった改造が施された。
1949年8月7日深夜、京津線四宮車庫で火災が発生し、入庫車27両中22両が全焼した。これにより最終的に15両が修理不能として廃車解体されるという大被害が生じ、京阪本線や（当時同一会社であった）阪急系の車両が大挙転用されて京津線の車両構成を一変させた椿事であったが、60型は幸運にも全車被災を免れている。62は団体客輸送のため深草車庫に入庫していて難を逃れ、四宮車庫に入庫中だった61・63は、避難に有利な停車位置から職員の機転と近隣住民の協力によって脱出に成功したのであった。
本形式はその後も京津線を中心に運用され、前期は速力を活かして急行や京津線内の臨時特急運転に、後期は四宮車庫火災で希少化した低床扉付き、しかも京津線では大型な連接車という特長を生かして京阪三条 - 四宮・浜大津間の各停運用に重用され、本線所属時代には入線実績がほぼ皆無であった石山坂本線へも頻繁に入線するようになった。また、京阪本線への直通運転も、初詣、初午、あるいは「ひらかたパーク」で開催される「ひらかた大菊人形展」への観覧列車などといった臨時列車扱いで実施されていた。
しかし京津線規格の小さな車体に加え、戦後京阪本線に導入された1700系以降の新型特急車群と比較すれば、発展的ではあるが低性能の部類となった本形式は、臨時ダイヤであっても京阪本線での運行が次第に困難となり、直通運転は1961年（昭和36年）11月23日の浜大津－枚方公園間の「菊号」を最後に運用停止された。その後も片町駅で搬入された80型の引取りのため回送運用が行われた。
三条駅構内の連絡線も大津線の新車搬入などに利用されたが、最終的には1969年11月に撤去されている。
京津線への自動列車停止装置(ATS)導入に伴い，老朽化の進んだ60型はATS取付け対象から外れることとなり、三条 - 四宮・浜大津間の各停運用専用車として新造された80型に代替される形で、1970年までに順次廃車となった。
最後まで残ったのは63で、最晩年は当時の関西の鉄道各社でよく見られた、EXPO'70のステッカーを扉部に貼付した姿で運行され、廃車直前にはさよなら運転が実施された。
60型は、京阪本線の主力車であった1000系（2代）に先行して登場し、その搭載機器の先行試作的な役割を果たした存在でもあった。従って機器類の互換性が高かったことから、電装品及び台車は廃車に伴い、主に2代目1000系を種車として京阪本線向けに製造が進められていた700系車体更新車（2代目）に転用された。連接車故に3編成で台車が9台発生するため、電動車3両と付随車1両の計4両に更新されることになった。この際流用されたD-12台車は枕バネを板バネからコイルバネに換装、オイルダンパーの追加、イコライザーの強化、スポーク車輪のプレート車輪への換装などが行われ、D-13台車はさらに連接装置を撤去して、乗り心地を改善する改造が施されている。
年表
- 1946年（昭和21年）9月 - 63、大津線に移管。
- 1948年（昭和23年）1月27日 - 61、復旧・大津線へ移管。
- 1948年（昭和23年）10月1日 - 62、復旧・大津線に移管。
- 1949年（昭和24年）7月16日 - 土・日・祝日限定で天満橋－浜大津間に「びわこ号」運転再開。
- 1949年（昭和24年）8月7日 - 四宮車庫で火災発生するも全車被災を免れる。
- 1956年（昭和31年）1月15日 - 石清水八幡宮・厄除大祭の参拝客輸送に伴い浜大津－八幡町（現・石清水八幡宮前駅）間に臨時急行「やわた号」を運転。
- 1958年（昭和33年）9月16日 ‐ 全車をポールスライダー化。
- 1961年（昭和36年）11月23日 - 枚方パークでの大菊人形展開催に伴う観客輸送に浜大津－枚方公園間で「菊号」を運転。最後の京阪・京津線直通運用。
- 1963年（昭和38年）7月29日 - 62、蛍光灯化・扇風機新設。
- 1963年（昭和38年）12月29日 - 63、蛍光灯化・扇風機新設。
- 1964年（昭和39年）4月9日 - 61、蛍光灯化・扇風機新設。
- 1967年（昭和42年）12月26日 - 62、廃車
- 1968年（昭和43年）12月23日 - 61、廃車
- 1970年（昭和45年）7月30日 - 三条駅で「びわこ号」お別れ式が行われ定期運用離脱。
- 1970年（昭和45年）10月5日 - 63、廃車。廃車後、車体と中間台車を錦織車庫に留置。

## 静態保存
700系更新改造に際して余剰となった中間台車1台と、最後まで残っていた63の車体は、錦織車庫の片隅に長期にわたって保管されていた。
その後、700系は架線電圧1500 V昇圧に備え、1977年から翌1978年にかけて車体のみを流用した機器新造で1000系（3代目）に更新された。このとき不要となった60型由来の機器や台車は700系から取り外された後も保管され、1980年に京阪電鉄創業70周年事業の一環として、これらを使用して63を新造時の姿へ復元する工事が実施された。
ただし、この時は700系への改造時にコイルバネ化されていた両端のD-12（NSD-12）台車の枕バネや排障器周りや、プレート車輪に交換されたスポーク車輪は復元されず、廃車時に1基余って車体ともども保管されていた中間台車だけが原型通りというちぐはぐな状態であった。またポールはシングルのまま、前面で特徴的だった中央窓上部の通風器は復元されず最終期のまま、と、全般においていささか考証を欠いた姿での展示となった。
ポールについては公開開始後しばらくして、京福電気鉄道から寄贈されたポール2基とそのトロリーレトリーバーを用いて復元された。このため復元された63のポールは2本ずつ異なった形状となっている。
以後は長らく京阪の歴史的車両として「ひらかたパーク」に静態保存されていたが、1995年から1996年にかけて実施された同園リニューアルに際して補修を兼ねた再修復工事が実施され、D-12台車の枕バネ回りやスポーク車輪など前回手がつけられなかった部分についても塗装で再現するなど、形状のみながらも原型に忠実な復元工事が実施された。
その後、2000年に実施された「ひらかたパーク」の再リニューアルに伴い保存スペースを失ったため、寝屋川車庫へ移動し現在に至る。通常時は屋内で保存されており、「鉄道の日」などのイベント時などに公開されている。
年表
- 1980年（昭和55年）3月5日 - ひらかたパークで63が保存展示。
- 1996年（平成8年）1月8日 - 修復工事のために寝屋川工場へ、
- 1996年（平成8年）6月20日 - 2度目の修復を終え「ひらかたパーク」へ、バラ園の側に設置（公開は7月のひらかたパークニューアル後）。
- 2000年（平成12年）1月 - ひらかたパークのリニューアルにより寝屋川車庫へ移動。
- 2009年（平成21年）2月23日 - 経済産業省の近代化産業遺産に認定される。

### 復活プロジェクト
長年静態保存されてきた63であるが、2010年（平成22年）3月25日に京阪と沿線自治体である寝屋川市が主体となり、「『びわこ号』復活プロジェクト」と銘打って同車を動態復元することが公式発表された。車庫内における自力走行を第一段階とし、最終的には京阪本線においてイベント列車等として走行させることを目指していた。
必要となる資金については募金で集める予定とし、発表当時、プロジェクト実施についての枠組みおよび復元に際しての課題洗い出しなどについては、2011年3月を目途として明らかにするとしていた。その後、2011年9月に寝屋川市と京阪は復活プロジェクトが本格的に始動したことを発表した。それによると総工費の概算は8000万円を見込み、「寝屋川市びわこ号復活基金」を創設するとともにふるさと納税等による寄付を募り、2014年（平成26年）度中に寝屋川車両基地内での走行を目指すとしていた。
2012年10月には、2200系の1編成を本形式の復活プロジェクトへの協力の一環として「ギャラリートレイン」（写真やイラストなどを車内に掲示）に改造し、2013年3月まで運行した。車内には「応援ポスター」として、橋爪紳也・中川礼二（中川家）・向谷実・斉藤雪乃によるメッセージも掲示されていた。
2014年9月、京阪と寝屋川市は同年11月9日に63を寝屋川車庫構内で構内入替車（旧京阪70型電車）の牽引により走行させると発表し、同時に乗客の公募（応募者多数の場合は抽選）も発表された。京阪からのプレスリリースによるとこのイベントが復活プロジェクトの「フィナーレ」とされている。修復資金の寄付は2014年7月に目標としていた2,500万円に到達し、同年9月末で受付を終了した。
2014年11月9日、告知の通り事前の応募者から抽選された招待客を乗せ、寝屋川車庫構内を旧70型に牽引・推進される形で走行した。

## 京津間直通運転をめぐるその他の構想
京阪は1961年に浜大津で京津線と接続する江若鉄道の株式を取得、1963年の淀屋橋延長線の開業を見据えて淀屋橋から三条・浜大津経由で江若鉄道の終点、近江今津までの約112kmを走破する直通列車の運転計画に乗りだした。
道路交通がまだ十分に発達していなかった1960年代初頭の段階では、夏は水泳場、冬はスキー場、さらには比良山地への登山と季節を選ばず行楽客を期待できる湖西地区への直通運転には大きな需要が見込まれたのである。
だが、計画当時の京阪は直流600V電化・軌間1,435mm、江若鉄道は非電化・軌間1,067mmと規格が全く異なっていた。そのため、動力方式の相違については江若鉄道および南海電鉄天下茶屋工場の協力を得てディーゼルカーとすることとされたが、軌間の相違の問題は解決が難しく、浜大津 - 膳所間で実績のあった3線軌条方式をはじめ様々な案が検討された。
最終的には軌間変換装置を気動車に搭載、この気動車で京阪の全線を自力走行し、浜大津の地上設備で車輪をスライドさせて江若鉄道線へ入る案が選択された。
しかし、この案では淀屋橋地下延長線内での騒音・排ガス問題や、京津線の66.7パーミル勾配区間での再起動で動軸数が50パーセント以上を確保できないことなど、当時の技術では解決が困難な問題が多かった。そのため、軌間可変ディーゼルカーによる江若鉄道直通計画は早々に断念され、本形式で切り開かれた特殊車両による異種規格路線間直通運転のさらなる拡大は実現を見ないままに終わった。